# Primera División de Gozo 2019-20
La Primera División de Gozo 2019-20 fue la edición número 73 de la Primera División de Gozo. El torneo también es conocido como BOV Primera División en razones de patrocinio, al ser auspicida por el Bank of Valleta.
En ella participan 8 equipos de los cuales juegan entre sí mediante un Sistema de todos contra todos tres veces totalizando 21 partidos cada uno. Al término de las 21 jornadas el equipo con mayor puntuación se proclama campeón, por otro lado el último clasificado descenderá directamente a la Segunda División de Gozo 2020-21, mientras que el penúltimo clasificado jugará un playoff de ascenso y descenso contra el subcampeón de la Segunda División de Gozo 2019-20. Sin embargo debido a la pandemia del coronavirus dio por terminada la temporada declarando a Nadur Youngsters FC como campeón y eso cancelara los ascensos y descensos. Sin embargo solo hubo 2 ascensoso.

## Equipos participantes
| Pos.   | Equipo                | Ciudad      | Fundación |
| ------ | --------------------- | ----------- | --------- |
| 1      | Victoria Hotspurs FC  | Victoria    | 1948      |
| 2      | Nadur Youngsters FC   | Nadur       | 1958      |
| 3      | Xewkija Tigers FC     | Xewkija     | 1939      |
| 4      | Għajnsielem FC        | Għajnsielem | 1936      |
| 5      | Kerċem Ajax FC        | Kerċem      | 1953      |
| 6      | SK Victoria Wanderers | Victoria    | 1958      |
| 7      | Għarb Rangers FC      | Għarb       | 1968      |
| 1 (SD) | Xagħra United FC      | Xagħra      | 1937      |

### Ascensos y descensos
| Pos. | Ascendido de la Segunda División 2018-19 |
| ---- | ---------------------------------------- |
| 1    | Xagħra United FC                         |

| Pos. | Descendido de la Primera División 2018-19 |
| ---- | ----------------------------------------- |
| 8    | Munxar Falcons FC                         |

## Tabla de posiciones
Actualizado el 12 de Marzo de 2020
| Pos. | Equipo                  | PJ | PG | PE | PP | GF | GC | DG  | Pts. | Clasificado a            |
| ---- | ----------------------- | -- | -- | -- | -- | -- | -- | --- | ---- | ------------------------ |
| 1    | Nadur Youngsters FC (C) | 15 | 14 | 0  | 1  | 48 | 6  | +42 | 42   | Campeón                  |
| 2    | Xewkija Tigers FC       | 15 | 11 | 1  | 3  | 46 | 19 | +27 | 34   |                          |
| 3    | Victoria Hotspurs FC    | 15 | 9  | 1  | 5  | 40 | 18 | +22 | 28   |                          |
| 4    | Għajnsielem FC          | 15 | 8  | 1  | 6  | 31 | 26 | +5  | 25   |                          |
| 5    | Kerċem Ajax FC          | 15 | 6  | 1  | 8  | 20 | 31 | -11 | 19   |                          |
| 6    | Xagħra United FC        | 15 | 3  | 2  | 10 | 17 | 45 | -28 | 11   |                          |
| 7    | SK Victoria Wanderers   | 15 | 3  | 1  | 11 | 10 | 27 | -17 | 10   |                          |
| 8    | Għarb Rangers FC        | 15 | 2  | 1  | 12 | 16 | 56 | -40 | 7    | Segunda División 2020-21 |